# Mariánské sousoší (Kácov)
Mariánské sousoší se sochami Čtrnácti svatých pomocníků, svatého Josefa a svatého Jana Nepomuckého v Kácově v okrese Kutná hora, je významnou kulturní památkou doby baroka, která je dominantou náměstí a je urbanisticky svázána se zámkem.

## Mariánská sousoší
První intenzivní období vztyčování mariánských sloupů začíná v Čechách po ukončení moru v roce 1680. Podnětem pro stavbu mariánských sousoší vyjadřujících díkůvzdání byly ale i jiné události. Druhá rozsáhlá etapa výstavby následovala po moru, který vypukl  v letech 1713–1714.  

### Historie
Skupina svatých známá pod jménem Čtrnácti svatých pomocníků je spojována se zvláštní důvěrou v účinnou pomoc při obtížích a v neštěstí. Ačkoli každý ze Čtrnácti svatých pomocníků měl dříve svůj svátek v kalendáři, byli ještě slaveni společně 8. srpna. Tento svátek však byl vypuštěn z církevního kalendáře (liturgického roku) při reformě v roce 1969. Změny vyšly z dokumentů II. Vatikánského koncilu a nových zásad pro liturgický rok. Podle nich svatí mají být slaveni zejména v místních církvích, ke kterým mají vztah. Celou církví jsou slaveny svátky svatých, kteří mají obecný význam. Tradice uctívání Čtrnácti svatých pomocníků přišla do Čech a na Moravu  přes Německo, původ je dokládán v přímořských státech Orientu. Nejnovější literatura  zdůrazňuje potřebu nového pohledu, jehož cílem je objevit v uctívání Čtrnácti svatých pomocníků lidovou moudrost a plodně ji využít. Jednotliví světci se mají chápat jako ochránci v každodenních trápeních a legendy jako ukazatele na cestě k uzdravení.
Sousoší nechala postavit roku 1730 Anna Marie Františka, velkovévodkyně toskánská. V roce 1736 je darovala Kácovu. Kácovská kronika uvádí, že vrcholová socha Neposkvrněného Početí Blahoslavené Panny Marie je vytvořena dle vzoru vztyčeného ve Florencii, další verze je v Zákupech. Kašna u monumentu byla zrušena. Za významné osoby podílející se na tvorbě sousoší jsou označováni sochaři Ondřej (Andreas) Dubke, J. Hofer, polír P. P. Bláha a kameník J. P. Baumgartner. J. P. Baumgartnerovi bylo v l. 1730–1733 vyplaceno za kamenické práce na mariánském sloupu. Umělecký historik O. Blažíček hodnotí plastiky O. Dubkeho jako prosté, hmotné a suše modelované.
Z důvodu netradičního pojetí mariánského sloupu, kdy byl počet soch rozšířen o další dvě postavy svatého Josefa a svatého Jana Nepomuckého, nebyl mariánský sloup v Kácově dlouho vysvěcen.  
Sousoší prošlo řadou oprav a úprav. Za významné lze považovat tyto tři:  
- První oprava provedená Ferdinandem I. Dobrotivým (Ferdinand V., 1793–1875), kterému byly v roce 1849 postoupeny toskánské statky v Čechách včetně Kácova a za jehož života bylo sousoší opětovně vysvěceno.
- Druhá oprava je z dvacátých let dvacátého století. Při těchto restauračních pracích došlo k nahrazení původní hlavy sv. Jana Nepomuckého prací sochaře Boezwarta, jenž se rovněž podílel na opravách Karlova mostu v Praze. Podle svědectví pamětníků byly v té době vyhotoveny kácovskými řemeslníky měděné kopie kovových atributů, které byly pozlaceny a umístěny na pomník. Fotografie v novinovém tisku z roku 1928 již ukazují obnovenou sochu bez zeleně keřů i kamenného oplocení.
- Poslední oprava byla provedena v roce 2007 a byla realizována restaurátorem J. Pospíšilem. V první etapě (2003) se na opravách podílel i. P. Justa.[4]

Sousoší je významnou kulturní památkou. Je památkově chráněno od roku 1958 a evidováno  v památkovém fondu Národního památkového ústavu. 

### Popis
Sousoší je vyhotoveno z červenohnědého pískovce (obelisk a podstavec), sochy jsou z šedobílého pískovce. Sousoší obsahuje sochy Čtrnácti svatých pomocníků, sochy Panny Marie, svatého Josefa a svatého Jana Nepomuckého, celkem tedy 17 soch. Na plastice jsou další reliéfy s okřídlenými anděly. Pohlednice monumentu z přelomu 19. a 20. století zobrazují kamenné odstraněné zábradlí.
Sochy na obelisku jsou umístěny v šesti úrovních, přičemž jednotlivé sochy se směrem k vrcholu postupně zmenšují. Sochy na nejnižším stupni na podstavci jsou pak v téměř lidské velikosti.
Na vrcholu jako nejvyšší mezi svatými je socha Panny Marie s Ježíškem. Tato socha je otočena směrem ke kostelu a kolem hlavy má korunu dvanácti hvězd. U nohou Panny Marie je půlměsíc, symbol čistoty. Podle předpisu mají růžky půlměsíce směřovat dolů, zde jsou otočeny směrem vzhůru.
Na druhé úrovni je socha svatého Josefa a svatého Jana Nepomuckého. Svatý Jan Nepomucký byl svatořečen v roce 1729, v době vzniku sousoší.
Na třetí úrovni je svatá Barbora (tradiční atributy: dělo, kalich, princezna ve věži nebo s věží se třemi okny, s kalichem a hostií jako náznak podávání svatého přijímání v nebezpečí smrti, žena držící věž nebo peří páva jako symbolu nesmrtelnosti), která je zobrazena s kalichem a věží u nohou a s korunou na hlavě. Vedle je svatá Kateřina Alexandrijská (tradiční atributy: kolo pobité bodci, žena ve při s pohanskými filosofy, prsten), která drží v ruce meč, u nohou má kolo a na hlavě rovněž korunu.  
Na čtvrté úrovni se nachází svatý Akátius (římský setník, tradiční atributy: svazek trnů, brnění, korouhev a štít). Je zde zobrazen s křížem, trnovou korunou a větvičkou s trny v ruce, vedle něj svatý Kryštof (tradiční atributy: obr, dravý proud, strom, muž s malým Ježíškem na zádech s holí) s Ježíškem na ramennou, svatá Markéta (pastýřka, tradiční atribut: žena nesoucí v ruce malý kříž, žena vedoucí spoutaného draka, žena stojící u, na nebo vedle mrtvého draka, věnec z perel, meč)  s drakem u nohou, knihou v levé ruce a ratolestí v pravé ruce, svatý Pantaleon (tradiční atributy: důtky, hřeb, jímž mu byli přibity ruce k hlavě, strom, kůl) s rukama sepjatýma a přibitýma k hlavě.  
Na páté úrovni na patě obelisku na čtverhranných výstupcích podepřenými závitnicemi je socha svatého Blažeje (tradiční atribut: dvě svíce nebo dvě zkřížené svíce případně jedna svíce, poustevník ošetřující divoká zvířata, železný hřeben, muž léčící dusícího se chlapce) se svící, holí a mitrou. Na dalším výstupku je svatý Cyriak (tradiční atribut: drak, jáhen se spoutaným démonem, který mu někdy leží pod nohama, sepnuté ruce) v oděvu jáhna, jak přišlapuje ďábla a drží v ruce palmový list. Následuje svatý Jiří (tradiční atribut: drak, brnění, kopí, štít s křížem) s helmou, drží v ruce kopí a zabíjí draka. Na posledním výstupku je umístěn svatý Jiljí (tradiční atribut: šíp, laň) s kloboukem v ruce a doprovázený laní.  
Na poslední šesté úrovni na podstavci sousoší je svatý Dionýsus (tradiční atribut: biskup nesoucí svou uťatou hlavu, hlava má někdy biskupskou čepici (mitru) a často roste kolem jeho krku réva jako symbol Krista a křesťanské lásky) s uťatou hlavou, svatý Vít (tradiční atribut: kohout jako symbol zmrtvýchvstání a bdělosti) s kohoutem v ruce a svatý Eustach (tradiční atributy: jelen s krucifixem, bronzový býk), který je prostovlasý,  má na tváři vousy, u nohou býka a v ruce knihu a svatý Erasmus (tradiční atributy: rumpál, plachetnice) a s rumpálem v ruce a mitrou na hlavě. 

### Architektonické řešení sousoší
Anna Marie Františka, velkovévodkyně toskánská, prováděla na svých panstvích rozsáhlé přestavby a budovala sousoší se složitým ikonografickým programem. Veškeré stavby osobně vedl Václav Špaček (1689–1751). Dnes je hodnocen jako významný architekt, jehož tvorba jde nad rámec pouhé architektury a přibližuje podstatu barokního vnímání, prožívání a užívání života.  